# Iduronat 2-sulfatasa

L'iduronat 2-sulfatasa (IDS) és un enzim sulfatasa requerit per a la primera fase de la degradació lisosomal de grans molècules, els glicosaminoglicans o GAGs, en concret de l'heparà sulfat i del sulfat dermatà. Les mutacions en aquest gen del cromosoma X, que resulten de la deficiència enzimàtica, condueixen a les mucopolisacaridosis del tipus II (malalties metabòliques hereditàries) lligades al sexe, també conegudes com a síndrome de Hunter. L'iduronat-2-sulfatasa té una forta seqüència homòloga amb les arilsulfatases (grup d'enzims que presenten similars especificitats) A, B i C, i la glucosamina-6-sulfatasa dels humans.

## Característiques
Tant l'estructura com la funció de l'enzim són molt similars entre els enzims sulfatases, caracteritzats per catalitzar la hidròlisi dels èsters de sulfat d'una gran varietat de compostos entre els quals es troben molècules complexes com els glucosaminoglicans (GAG) i molècules més senzilles com els sulfolípids. A més, tant l'IDS com la família de sulfatases són importants per estar relacionades amb diversos trastorns genètics humans caracteritzats per l'acumulació anòmala de compostos sulfatats intermedis, com a resultat de l'activitat deficient d'una o més sulfatases.

### Localització de l'enzim
Es troba en tots els éssers vius, concretament en els lisosomes dels organismes eucariotes.
En els humans, ens situem en el teixit conjuntiu, concretament a la matriu extracel·lular d'aquest. Totes les cèl·lules que formen el teixit conjuntiu estan envoltades per un cos semifluid anomenat matriu extracel·lular, que és un producte de rebuig de les pròpies cèl·lules. Aquesta serveix d'unió entre cèl·lules, omplint els espais intercel·lulars. Està formada majoritàriament per fibres i una substància bàsica. Més específicament, la substància fonamental està formada, entre d'altres, per proteoglicans, que són un tipus de glicoproteïnes. Aquestes molècules, com la majoria del nostre cos, necessiten ser degradades i reemplaçades per altres de noves.
L'enzim IDS es forma principalment al fetge, al ronyó, a pàncrees, al pulmó i a la placenta, ja que són llocs on els lisosomes de les cèl·lules amplifiquen endògens i es degraden macromolècules exògenes.
És codificat pel "gen IDS". Aquest gen s'ubica al cromosoma X a la posició 28 del braç llarg, com podem veure al dibuix. En concret, aquest gen es localitza des del parell de bases 149 478 763 fins al 149 505.

### Estructura
És un enzim lisosomal monomèric que presenta cadenes acabades en l'àcid siàlic (canvia el direccionament de la proteïna), tal com suggereix la seva mobilitat electroforètica. A més, forma part de la família de les sulfatases, els dominis de les quals són altament constants en una mateixa espècie, sinó que també entre espècies diferents.
La seqüències d'aminoàcids de l'enzim IDS correspon a la traducció conceptual del DNA.
La seqüència canònica de 550 aminoàcids correspon a la isoforma 1. La isoforma 2 produïda per splicing alternatiu consta de 343 aminoàcids i el canvi WALGEHG -> FLMRTNT en l'extrem C-terminal.
Els aminoàcids conservats en l'iduronat 2 sulfatasa són: Cys84, Pro86, Ser87, Arg88, Val89, Ser90, Phe91, Leu (Met)92, Thr93, Gly94 i Arg (Lys/Leu)95. Els possibles canvis entre altres sulfatases estan indicats entre parèntesis.
L'enzim posseeix un pèptid senyal de 25 aminoàcids seguit de 8 aminoàcids que són remoguts de la proteïna durant el seu processament postraduccional, i a més vuit potencials llocs de glicosilació (motius NXS/T) en les posicions 31, 115, 144, 246, 280, 325, 513, 537. Diversos estudis han demostrat que tots aquests llocs poden ser utilitzats i que no n'existeix un en particular que sigui especial per a l'estabilitat de l'enzim, tot i que el lloc de N-glicosilació en la posició 280 és important pel transport al lisosoma.
La proteïna monomèrica, està composta per dos dominis: un petit domini C-terminal i un gran domini N-terminal que pertany a la classe de proteïnes α/ß el qual conté el lloc actiu. Aquest lloc actiu de l'IDS es caracteritza per tenir un catió divalent (Calci) i residus crítics amb mecanismes catalítics que resolen l'estructura intermediària enzim-èster sulfat. Els aminoàcids presents en el lloc catalític es prediu que són: Asp45, Asp46, Cys84 (aquest es troba conservat en totes les sulfatases eucariotes i en la majoria de les procariotes), Asp334 i His335, per homologia amb el lloc actiu de les arisulfatases A i B.
Segons diversos estudis realitzats, l'IDS pot presentar-se de diferents formes, les més usuals són la forma A i la forma B, les quals es diferencien segons el seu comportament en diferents medis, i una de les menys abundants seria la forma C. La forma A té una massa molecular de 42-65 kDa, formada majoritàriament per polipèptids de masses moleculars de 30 i 43 kDa, i ocasionalment per polipèptids de menys de 20 kDa. La forma B, en canvi, està formada en la seva majoria per components de 42 kDa de massa molecu.
La variació de massa molecular és causada possiblement perquè les formes madures d'IDS han perdut en el processament un fragment de 18 kDa, ço que demostra que la seqüència madura s'estén fins al residu 456.

#### Estructura primària
La imatge de la dreta ens mostra la seqüència d'aminoàcids de la IDS, la composició de la qual és 29 A, 24 R, 39 D, 21 N, 6 C, 23 Q, 24 E, 29 G, 15 H, 22 I, 55 L, 19 K, 8 M, 28 F, 49 P, 41 S, 21 T, 7 W, 26 Y, 31 V. Presenta 63 residus negatius i 58 positius.
Quant a la hidrofobicitat, accessibilitat i flexibilitat suggereixen que la molècula és una estructura amb un alt percentatge d'accessibilitat, poc hidròfoba i bastant flexible.
Té alta accessibilitat perquè és una molècula amb un alt percentatge de zones d'alta accessibilitat, cosa que està relacionada amb l'elevat percentatge d'estructura terciària en forma d'enrollament a l'atzar. L'alta flexibilitat ve determinada perquè l'IDS és un enzim i requereix aquesta propietat per complir amb la seva funció. I la baixa hidrofobicitat, aquesta està relacionada amb l'elevat percentatge de zones exposades en l'estructura terciària i en la seva naturalesa d'enzim lisosomal que es troba en constant interacció amb fases polars.
També s'han trobat 26 llocs potencials de fosforilació, 61 llocs potencials d'O-glicosilació i 7 de N-glicosilació.

### Acció
El primer pas en la degradació dels GAGs dermatà (DS) i heparà sulfat (HS) consisteix en la remoció dels motius 2-O sulfat de l'àcid urònic que forma part d'aquests GAGs. Aquesta reacció en els éssers humans la catalitza l'Iduronat 2-sulfatasa. La degradació d'aquests dos mucopolisacàrids es produeix des de l'extrem no reductor.
De la mateixa manera que les altres sulfatases, per a la seva activació, l'IDS requereix una modificació post-traduccional que es realitza a nivell del reticle endoplasmàtic i consisteix en la transformació d'un residu de Formilglicina (FGly) (50,53)per ser catalíticament activa. La formació de FGly és el resultat de l'oxidació de Cys en posició 84 per l'enzim generador de formilglicina. Els residus ubicats a prop de la cisteina, que componen el centre actiu de la ARSA (51) i la ARSB (54) segons s'ha demostrat experimentalment es comparen amb els homòlegs de l'IDS humà, ja que el model de l'estructura terciària de l'IDS es va comparar amb l'ARSA i l'ARSB i es va trobar una diferència de valors entre 0.78 i 0.86, respectivament. A més, aquestes diferències no significatives impliquen que l'IDS tingui un model amb alt percentatge de possibilitat de trobar-se en la naturalesa.
Els passos de la reacció que té lloc al lloc actiu s'han establert per homologia, ja que encara no estan del tot clars. Considerant la similitud de l'organitzacio dels centres actius de l'IDS, l'ARSA i l'ARSB, es postula que com que aquests dos enzims requereixen ions magnesi i calci com a cofactors, respectivament (50,54), l'IDS necessitarà un ió divalent, que com seria el manganès atès que es va demostrar que quan hi ha nivells baixos d'aquest ió, també disminueix l'activitat de l'enzim.
El pas intermediari és la formació d'un enllaç èster-sulfat, que és resolt amb la participació del calci.
Finalment, s'allibera HSO4- i aigua.
Els aminoàcids del lloc catalític tenen càrregues positives que fan possible la interacció amb el substrat carregat negativament. El residu de FGly és clau en la hidròlisi del O-2-sulfat de l'àcid urònic, el qual en el dermatà sulfat correspon a l'àcid L.idurònic (IdoA) i en el cas de l'heparà sulfat és l'àcid Glucurònic (GlcA).
| aa                | IDS humà                            |
| ----------------- | ----------------------------------- |
| D D C R K H K N D | 45 46 84 88 135 138 226 347 350 334 |

El dermatà sulfat (ácid idurònic i N-A-Galactosamina-4-Sulfat) està present en la pell i l'heparà sulfat (àcid idurònic - àcid glucurònic - 2sulfat i glucosamina-6-sulft) impedeix la coagulació sanguínea, ubicant-se als pulmons i artèries.
Les reaccions catalitzades són les que apareixen a continuació.
- Durant el desglossament del sulfat dermatà:
IdoA(2S)β1-3GalNAc(4S)β1-4GlcAβ1-3GalNAc(4S) + H₂O : IdoAβ1-3GalNAc(4S)β1-4GlcAβ1-3GalNAc(4S) + Sulfat
- Durant la degradació de l'heparà sulfat:
IdoA(2S)β1-4GlcN(2S)α1-4GlcA(2S)β1-4GlcNAc(6S)α1-4GlcA + H₂O : IdoAβ1-4GlcN(2S)α1-4GlcA(2S)β1-4GlcNAc(6S)α1-4GlcA + Sulfat

### Punt isoelèctric
El punt isoelèctric és característic de cada forma de l'enzim. La forma A té un punt isoelèctric de valor 4.5 mentre que el punt isoelèctric de la forma B és menor a 4. La forma C, menys abundant, tindria un punt isoelèctric similar a la forma B.

### Ph òptim
El ph òptim per l'enzim IDS podria variar segons la forma que aquest adopti. La forma A requereix un ph de 4.5-4.8, mentre que la forma B és més acídica (requereix un ph més baix).

### Inhibidors
| INHIBIDOR                                                         | ORGANISME         | COMENTARIS                           | ENLLAÇOS                               |
| ----------------------------------------------------------------- | ----------------- | ------------------------------------ | -------------------------------------- |
| Cd2+                                                              | Homo sapiens      | -                                    | 135567                                 |
| Sulfat de condroïtina                                             | Homo sapiens      | a 0.1 mM                             | 135570                                 |
| Citrat                                                            | Homo sapiens      | -                                    | 135567                                 |
| Cl-                                                               | Homo sapiens      | en alta concentració                 | 135567, 135568, 135570                 |
| Cu2+                                                              | Homo sapiens      | -                                    | 135567,135575, 135576                  |
| Fe3+                                                              | Homo sapiens      | -                                    | 135567                                 |
| Heparà sulfat                                                     | Homo sapiens      | -                                    | 135570                                 |
| Hg2+                                                              | Homo sapiens      | -                                    | 135567                                 |
| N-acetilglucosamina 6-sulfat-(1-4)-2,5-anhidro-D-manitol 6-sulfat | Homo sapiens      | inhibidor competitiu                 | 135575                                 |
| NaCl                                                              | Homo sapiens      | inhibidor a 10-100 mM (degut al Cl-) | 135567                                 |
| Fenolftaleïna disulfat                                            | Homo sapiens      | -                                    | 135567                                 |
| Fosfat                                                            | Homo sapiens      | -                                    | 135566, 135568, 135570, 135575, 135576 |
| SO42-                                                             | Homo sapiens      | sulfats orgànics                     | 135570                                 |
| Suramina                                                          | Rattus norvegicus | "in vivo" i "in vitro"               | 135572                                 |
| Zn2+                                                              | Homo sapiens      | -                                    | 135567                                 |

## Deficiència enzimàtica
La deficiència enzimàtica porta a l'acumulació de glicosaminoglicans. Els investigados creuen que els GAGs acumulats també poden interferir en les funcions d'altres proteïnes dins els lisosomes i pertorbar el moviment normal de les molècules dins la cèl·lula. Degut a aquesta acumulació de sulfat de dermatà i d'heparà sulfat, hi ha un canvi en el funcionament de cèl·lules i òrgans que dona lloc a una malaltia poc freqüent però greu; Mucopolisacaridosis tipus II, també coneguda com a síndrome de Hunter. És una malaltia genètica hereditària, lligada al Cromosoma X i forma part de les malalties de dipòsit lisosomal, ja que el dipòsit de GAGs es forma al lisosoma i aquest augmenta la seva mida i a la vegada fa que hi hagi hipertròfia d'alguns òrgans i teixits. En ser una malaltia lligada al Cromosoma X fa que el sexe masculí sigui l'afectat amb major freqüència i en canvi, el sexe femení sigui només portador, en la majoria dels caos. Tot i això, es calcula que la incidència d'afectats segons el registre europeu de les Mucopolisacaridosis i síndromes relacionats és d'1 cada 100.000 barons acabats de néixer.
A més, una reducció en l'expressió de l'iduronat 2-sulfatasa als illots pancreàtics, provoca una alteració de la funció secretora d'insulina, a través d'un increment de la crinofàgia, és a dir, d'autolisi dels grans de secreció produïts per la cèl·lula en una quantitat superior a l'habitual.

### Tipus
Aquesta mutació del gen del cromosoma X es pot donar de manera severa o moderada, la qual cosa origina diversos símptomes i pronòstics diferents.
En cas que la malaltia es doni de manera lleu o moderada, s'anomena MPS tipus II B i és compatible amb la supervivència de l'individu fins a l'edat adulta, aproximadament entre els 20 i els 60 anys.
En cas que es donés de manera severa, s'anomena MPS tipus II A, i té pitjor pronòstic, ja que provoca la mort de l'individu abans dels 15 anys de vida en la majoria dels casos.

### Símptomes i signes
La simptomatologia d'aquesta malaltia varia segons el nivell de gravetat d'aquesta. Encara que, també hi ha símptomes i signes que són característics del Síndrome de Hunter, per tant, les formes més lleus com les més greus els pateixen.
Aquests símptomes i signes compartits són: Mida petita, Síndrome del túnel carpià, trets facials distintius, sordesa que empitjora amb el temps, hipertricosis (augment del volum capil·lar), rigidesa de les articulacions i macrocefàlia (cap més gran del que es considera normal).

#### Forma lleu (aparició tardana)
Com més tard apareix la malaltia, menys greu és i més esperança de vida hi ha. En aquest cas, l'únic signe característic és deficiència mental lleu i a més, no tots els casos lleus el pateixen.

#### Forma greu (aparició primerenca)
La forma greu és la que apareix durant els primers anys de vida i és la que té una esperança de vida més baixa. En aquest cas sí que hi ha varietat de símptomes i signes característics d'aquesta forma del Síndrome de Hunter. Aquests són: comportaments agressius (que molts cops suposen trastorns de personalitat greus), hiperactivitat, deteriorament mental que avança amb el temps, discapacitat intel·lectual marcada i espasticitat, és a dir, rigidesa de la musculatura.

### Diagnòstic
Es realitzen exàmens d'orina per determinar els nivells de glicosaminoglicans (GAG), però la confirmació exacta de la síndrome es fa només amb una prova per mesurar l'activitat enzimàtica de la sang o de la pell del pacient.

### Tractament
Subministrament d'IDS per via intravenosa, teràpia enzimàtica, teràpia gènica i transplant de melsa.
En la imatge es mostren els dos casos descrits fins ara: El primer cas marcat amb “N” correspon a la normalitat, és a dir, hi ha una quantitat d'enzims òptima (marcats amb color groc) per mantenir els nivells de GAG (marcats amb color verd i vermell). El segon cas, marcat amb una aspa vermella, correspon al cas patològic: disminució de la quantitat d'enzims IDS i acumulació de GAG que provoquen un augment de la mida del lisosoma.